# Autobiography
Autobiography é o álbum de estreia da cantora de pop rock Ashlee Simpson, lançado nos Estados Unidos pela Geffen Records em 20 de Julho de 2004, o álbum estreou em #1 na Billboard 200 vendendo cerca de 398 mil cópias, e foi certificado platina tripla pela RIAA no país. Musicalmente, combina elementos de rock e pop. Autobiography já vendeu mais de cinco milhões de cópias em todo o mundo.

## Antecedentes e produção
Simpson descreveu o processo de composição semelhante a manter um diário, e antes de lançamento do álbum nos EUA, ela disse que "Minha inspiração veio do que tenho passado nos últimos três anos. Todos os dias eu estava pensando no que eu estava passando e iria escrever canções sobre isso". As letras tratam principalmente de amor e desgosto; em particular, muito do conteúdo lírico do álbum foi inspirado por rompimento de Simpson com seu namorado na época, Josh Henderson. Ela descreveu o álbum como sendo "muito honesto" e "muito fiel a minhas emoções". Eu não tinha medo de dizer que eu estava sofrendo e como eu superei isso". Simpson trabalhou em estreita colaboração com um número de compositores experientes no álbum. O produtor do álbum, John Shanks - que ganhou um Grammy em fevereiro de 2005. Kara DioGuardi também recebeu créditos de composição, juntamente com Simpson e Shanks, em sete das canções, incluindo os três singles.
O álbum incorpora o rock a elementos pop. Um crítico observou que, ao contrário de sua irmã -Jessica Simpson, Autobiography "conta com poderosos riffs de guitarra". Em seu reality show, Simpson enfatizou que ela não queria fazer sua música como a maioria dos cantores pop, como sua irmã ou Hilary Duff; em vez disso, ela citou músicos como Chrissie Hynde e Joan Jett como influências.
Em uma entrevista de 2004, Simpson disse que, quando ela começou a procurar um contrato de gravação, as gravadoras não iriam encontrar-se com ela, porque eles achavam que ela só queria "ser como sua irmã". Simpson também disse que ela não queria entrar em negociações com a gravadora de Jessica, (Columbia), porque ela queria um contrato por conta de sua musica, em vez de conseguir ser contratada por influencias de sua irmã. Ela acabou assinando com a Geffen em 2003.

## Recepção da critica
| Críticas profissionais | Críticas profissionais |
| Pontuações agregadas   | Pontuações agregadas   |
| Fonte                  | Avaliação              |
| ---------------------- | ---------------------- |
| Metacritic             | 58/100 link            |
| Avaliações da crítica  |                        |
| Fonte                  | Avaliação              |
| Allmusic               | link                   |
| BBC                    | (Mista) link           |
| E! Online              | (B-) link              |
| Entertainment Weekly   | (B-) link              |
| IGN                    | link                   |
| Rolling Stone          | link                   |
| The New York Times     | link                   |
| Billboard              | (Mista) link           |
| People                 | link                   |

As críticas para Autobiography foram mistas. A revista People considerou uma "estréia razoável" e disse que Simpson foi um "talento credível em seu próprio direito". Allmusic Chamou de "uma estreia inesperadamente forte". O The Village Voice comparou o Autobiography favoravelmente ao álbum America's Sweetheart de Courtney Love, referindo-se particularmente as guitarras e a melodia incrivelmente mastigável. E! Online também elogiou os vocais e faixas cativantes presentes no disco, dizendo que "Ashlee Simpson ainda conseguiu juntar essa coleção de faixas que soam como se tivessem sido rasgadas das páginas de seu diário. Ashlee ainda faz você pensar duas vezes sobre sua vida 'perfeita'. Então, mesmo se isso não acontecer com você, Autobiography pode surpreendê-lo." 
Outros críticos foram mais negativos. A Rolling Stone chamou de "mundano... com um roteiro previsível", e em um ponto descreveu a voz de Simpson como "choro em vez de tentativas de alcançar as notas certas". IGN o chamou de "álbum genérico e às vezes sem graça", embora disse que os vocais de Simpson mostraram uma certa maturidade. O critico da revista Stylus comentou que "depois de passar mais de quarenta minutos com Ashlee, eu sinto como se eu não a conhecesse mais do que antes..." O The New York Times disse que "Autobiography é trabalho bem calculado, apontando para o mesmo público que abraça Avril Lavigne."

## Singles
Antes do The Ashlee Simpson Show estrear, "Pieces of Me" começou a pegar força nas rádios americanas, em maio de 2004, um artigo do Los Angeles Times observou que as estações de rádio estavam adicionando a música em suas listas de reprodução mais rápido do que quaisquer outras canções até aquele momento no ano. "Pieces of Me" estreou na Billboard Hot 100 em junho e atingiu a posição #5 em setembro. A canção Shadow foi o segundo single do álbum nos EUA; atingiu um pico #57 na Hot 100 não conseguindo igualar o sucesso de "Pieces of Me".
Pouco tempo depois, "La La" substituiu "Autobiography", como terceiro single do álbum. Ele atingiu a posição #86 Hot 100, caindo consideravelmente nas semanas seguintes. Simpson sofreu ainda mais publicidade negativa no show do intervalo para o Orange Bowl, em Miami, Flórida, em 4 de janeiro de 2005, onde ela cantou "La La" e foi vaiado pela torcida. "Shadow" não foi lançada na Europa (embora tenha sido o segundo single na Austrália), onde "La La" foi o segundo single. Logo após o incidente Orange Bowl, Simpson cantou a música em vários programas de televisão no Reino Unido em Janeiro de 2005; "La La" estreou fora do top10, entretanto, a vendas de Autobiography aumentaram consideravelmente durante o mesmo período.

## Desempenho comercial
Nos EUA, Autobiography foi o maior álbum de estréia de uma artista feminina em 2004, e em setembro a RIAA deu ao álbum certificação de platina tripla. Depois de seu lançamento em 20 de julho, ele estreou em #1 Billboard 200, vendendo cerca de 398.000 cópias, de acordo com a Nielsen SoundScan, Autobiography vendeu um total de 2,576,945 cópias até janeiro de 2005, tornando-se o nono álbum mais vendido de 2004.

## Faixas
| Autobiography  |                                 |                                                        |                     |         |  |
| N.º            | Título                          | Compositor(es)                                         | Produtor(es)        | Duração |  |
| 1.             | "Autobiography"                 | Ashlee Simpson Kara DioGuardi John Shanks              | Shanks              | 3:33    |  |
| 2.             | "Pieces of Me"                  | Simpson DioGuardi Shanks                               | Shanks              | 3:37    |  |
| 3.             | "Shadow"                        | Simpson DioGuardi Shanks                               | Shanks Pete Lorimer | 3:57    |  |
| 4.             | "La La"                         | Simpson DioGuardi Shanks                               | Shanks              | 3:42    |  |
| 5.             | "Love Makes the World Go Round" | Simpson Shanks                                         | Shanks              | 3:45    |  |
| 6.             | "Better Off"                    | Simpson DioGuardi Shanks                               | Shanks              | 3:27    |  |
| 7.             | "Love Me for Me"                | Simpson Shelly Peiken Shanks                           | Shanks              | 3:27    |  |
| 8.             | "Surrender"                     | Simpson DioGuardi Shanks                               | Shanks              | 3:20    |  |
| 9.             | "Unreachable"                   | Simpson Stan Frazier Steve Fox Robbie Nevil Billy Mann | Shanks              | 3:53    |  |
| 10.            | "Nothing New"                   | Simpson DioGuardi Shanks                               | Shanks              | 3:06    |  |
| 11.            | "Giving It All Away"            | Simpson John Feldmann                                  | Shanks              | 2:56    |  |
| 12.            | "Undiscovered"                  | Simpson Shanks                                         | Shanks              | 4:56    |  |
| Duração total: | Duração total:                  | Duração total:                                         | Duração total:      | 44:01   |  |

| Autobiography – Faixa bônus da edição Internacional |                   |                               |                |         |  |
| N.º                                                 | Título            | Compositor(es)                | Produtor(es)   | Duração |  |
| 13.                                                 | "Harder Everyday" | Simpson Feldmann Benji Madden | Shanks         | 3:29    |  |
| Duração total:                                      | Duração total:    | Duração total:                | Duração total: | 47:30   |  |

| Autobiography – Faixa bônus da edição do UK |                   |                               |                |         |  |
| N.º                                         | Título            | Compositor(es)                | Produtor(es)   | Duração |  |
| 13.                                         | "Harder Everyday" | Simpson Feldmann Benji Madden | Shanks         | 3:29    |  |
| 14.                                         | "Sorry"           | Simpson DioGuardi Shanks      | Shanks         | 3:42    |  |
| Duração total:                              | Duração total:    | Duração total:                | Duração total: | 50:12   |  |

| Autobiography – Faixa bônus da edição Japonesa |                   |                               |                |         |  |
| N.º                                            | Título            | Compositor(es)                | Produtor(es)   | Duração |  |
| 13.                                            | "Harder Everyday" | Simpson Feldmann Benji Madden | Shanks         | 3:29    |  |
| 14.                                            | "Sorry"           | Simpson DioGuardi Shanks      | Shanks         | 3:42    |  |
| 15.                                            | "Sorry"           | Simpson DioGuardi Shanks      | Shanks         | 3:37    |  |
| Duração total:                                 | Duração total:    | Duração total:                | Duração total: | 54:09   |  |

| Autobiography – Faixa bônus do Walmart |                |                          |                |         |  |
| N.º                                    | Título         | Compositor(es)           | Produtor(es)   | Duração |  |
| 15.                                    | "Sorry"        | Simpson DioGuardi Shanks | Shanks         | 3:37    |  |
| Duração total:                         | Duração total: | Duração total:           | Duração total: | 47:43   |  |

## Desempenho nas paradas
| Top (2004)     | Melhor posição |
| -------------- | -------------- |
| Estados Unidos | #1(3)          |
| Canadá         | #8             |
| Inglaterra     | #31            |
| Austrália      | #40            |
| Alemanha       | #27            |